# Yigoga robustior
Yigoga robustior là một loài bướm đêm trong họ Noctuidae.